# Camptoscaphiella hilaris
Camptoscaphiella hilaris là một loài nhện trong họ Oonopidae.
Loài này thuộc chi Camptoscaphiella. Camptoscaphiella hilaris được miêu tả năm 1978 bởi Brignoli.
Loài này được phát hiện ở Bhutan.